# Tornei di tennis femminili indipendenti nel 1989
Nel 1989 la maggior parte dei tornei di tennis femminili facevano parte del WTA Tour 1989 ma alcuni non erano inseriti in nessuno circuito.

## Gennaio
Nessun evento

## Febbraio
| Settimana | Torneo                                                                  | Vincitore            | Finalista                 | Semifinalisti | Eliminati ai quarti |
| --------- | ----------------------------------------------------------------------- | -------------------- | ------------------------- | ------------- | ------------------- |
| febbraio  | Nokia Ladies Masters Exhibition 1989 Essen, Germania Singolare - Doppio | Monica Seles 6-1 7-5 | Manuela Maleeva Fragniere |               |                     |
| febbraio  | Nokia Ladies Masters Exhibition 1989 Essen, Germania Singolare - Doppio |                      |                           |               |                     |

## Marzo
Nessun evento

## Aprile
Nessun evento

## Maggio
Nessun evento

## Giugno
| Settimana | Torneo                                                                   | Vincitore                | Finalista   | Semifinalisti | Eliminati ai quarti |
| --------- | ------------------------------------------------------------------------ | ------------------------ | ----------- | ------------- | ------------------- |
| giugno    | Kent Championships 1989 Beckenham, Gran Bretagna Erba Singolare - Doppio | Rosalyn Fairbank 6-3 6-3 | Anne Minter |               |                     |
| giugno    | Kent Championships 1989 Beckenham, Gran Bretagna Erba Singolare - Doppio |                          |             |               |                     |

## Luglio
| Settimana | Torneo                                                                                  | Vincitore                             | Finalista                       | Semifinalisti | Eliminati ai quarti |
| --------- | --------------------------------------------------------------------------------------- | ------------------------------------- | ------------------------------- | ------------- | ------------------- |
| 16 luglio | Irish Open ITF 1989 Dublino, Irlanda Singolare - Doppio                                 | B. Griffiths 7-5 7-6                  | Humphreys-Davies                |               |                     |
| 16 luglio | Irish Open ITF 1989 Dublino, Irlanda Singolare - Doppio                                 |                                       |                                 |               |                     |
| 16 luglio | Internazionali Femminili di Palermo 1989 Palermo, Italia Terra rossa Singolare - Doppio | Janine Thompson 6-2 6-7 6-4           | Laura Golarsa                   |               |                     |
| 16 luglio | Internazionali Femminili di Palermo 1989 Palermo, Italia Terra rossa Singolare - Doppio | Barbara Romano Marzia Grossi 6–3, 6–2 | Rachel McQuillan Kristine Kunce |               |                     |
| 30 luglio | Austrian Open ITF 1989 Kitzbühel, Austria Singolare - Doppio                            | Federica Bonsignori 4-6 6-0 6-2       | Sabine Appelmans                |               |                     |
| 30 luglio | Austrian Open ITF 1989 Kitzbühel, Austria Singolare - Doppio                            |                                       |                                 |               |                     |

## Agosto
Nessun evento

## Settembre
Nessun evento

## Ottobre
Nessun evento

## Novembre
Nessun evento

## Dicembre
Nessun evento